# Capital variable
Le capital variable est un concept marxiste renvoyant à la somme des capitaux investis à chaque cycle de production sous forme de salaire. Il permet de produire de la valeur, contrairement au capital constant.

## Origine
Par définition, le capital variable désigne les salaires que touchent les travailleurs dans le système capitaliste.
L'économiste Karl Marx entend démontrer que le salaire est strictement inférieur à la force de travail dégagé par le salarié. Marx s'appuie sur la théorie de la valeur-travail et affirme que le prix d'une marchandise est égal au coût socialement nécessaire à sa production. Le salaire, étant un prix, s'appuie également sur cette logique, ainsi, le salaire n'est pas conforme à ce que le travail produit, mais à ce qui permet le travail, dès lors il peut y avoir exploitation. Henri Lefebvre affirme ainsi :

« Le capitaliste achète [une] marchandise à sa valeur (à son prix sur le marché, qui oscille autour de la valeur), laquelle est déterminée comme pour toute marchandise par le temps de travail nécessaire à sa production. En ce qui concerne le salarié et sa force de travail, la production et la reproduction de cette force de travail représentent les frais de son entretien et de l'entretien de sa famille, dans des conditions historiques et sociales déterminées. Le salaire représente donc le temps de travail socialement nécessaire pour l'entretien de l'ouvrier. »

— Henri Lefebvre, Le marxisme
On parle de capital variable puisque cette valeur varie au sein du processus de production, dès lors que le travailleur produit une valeur supérieure ou inférieure à ce dont il a besoin pour survivre.

## Notations
En économie, sa notation est la lettre {\displaystyle V}, ou en minuscule {\displaystyle v}.
Étant donné que la lettre {\displaystyle V} peut être confondue avec la vitesse de circulation de la monnaie, et {\displaystyle v} avec le coefficient de capital, on préfère en dehors des écrits marxistes le noter {\displaystyle w} (wages).

## Analyses

### Contribution à la valeur
À l'inverse du capital constant, le capital variable est générateur de valeur puisqu'il prend source sur le travail, lui-même à la source de la valeur des marchandises dans l'économie.

### Rapport avec l'exploitation
Karl Marx affirme que, loin d'être une simple possibilité, le capital variable est nécessairement inférieur à la valeur que produit le capital, puisqu'étant donné que le capitaliste ne produit pas de valeur — étant donné qu'il ne fournit pas de travail — alors si le capitaliste touche un revenu {\displaystyle Pl}, cela signifie qu'il y a vol et que le travailleur touche un revenu {\displaystyle V} inférieur à la valeur qu'il crée {\displaystyle Pl+V},. On peut ainsi écrire :
{\displaystyle \underbrace {Pl>0} _{\text{Profit pour le capitaliste}}\ \Longrightarrow \underbrace {\underbrace {\quad Pl+V\quad } _{\text{Valeur créée uniquement par le travailleur}}>\underbrace {\quad V\quad } _{\text{Revenu du travailleur}}} _{\text{Il y a eu vol}}}